# Gustoća stanovništva
Gustoća stanovništva je srednji broj stanovnika na površini određenog područja (država, regija ili slično), i u pravilu se navodi kao "broj stanovnika na km²". Izračunava se na način da se broj stanovnika područja koje nas zanima podijeli s površinom istog područja. 
Zemlja sa:
- najvišom gustoćom stanovništva: Monako 16.410 stanovnika/km²
- najnižom gustoćom stanovništva: Grenland 0,025 stanovnika/km²

Ponekad se upotrebljava obrnuta vrijednost. Kolika je površina koja u prosjeku stoji na raspolaganju jednom stanovniku određenog područja. Izračunava se tako, da se površina područja izražena u m² podijeli s brojem stanovnika na tom području. Navodi se kao "broj m² na jednog stanovnika".
Zemlja sa:
- najmanjom površinom po stanovniku: Monako 63 m²/stanovniku
- najvećom površinom po stanovniku: Grenland 30 milijuna m²/stanovniku

## Poveznice
- Popis država po gustoći stanovništva